# Joachim Alexandre Berseville
Joachim Alexandre Berseville est un haut-fonctionnaire français, né dans l'ancien 2e arrondissement de Paris le 15 mars 1849, et mort dans le 7e arrondissement de Paris le 24 février 1913.

## Biographie
Joachim Alexandre Berseville est le fils d'Alexandre Jean Joseph Berseville et de son épouse Marie Colet. Il a légitimé par le mariage de ses parents, le 12 octobre 1950. Il a fait ses études au lycée Charlemagne et obtenu son baccalauréat ès lettres.  Pendant la guerre franco-allemande de 1870, il est incorporé dans les mobiles de la Seine, le 2 septembre 1870.
Au moment de son mariage avec Marie Sophie Arlabosse (1855- ), le 22 juin 1872, il est employé de banque. De ce mariage il a eu un fils, Alexandre Honoré Francis, né en 1875 et mort en 1878. Il est commis à la préfecture de la Seine, le 2 septembre 1884. Puis chef de bureau, chef du secrétariat du préfet de la Haute-Garonne, le 30 janvier 1886, puis chef du cabinet du préfet d'Indre-et-Loire, le 13 décembre 1886. Il est nommé rédacteur à la direction de la sûreté générale le 29 mars 1888. Il devient chef du secrétariat particulier de Léon Bourgeois, sous-secrétaire d'État à l'Intérieur du gouvernement Charles Floquet, le 22 mai 1888, puis quand Léon Bourgeois devient ministre il devient sous-chef de cabinet, le 17 mars 1890.
Il est nommé sous-préfet d'Autun le 1er avril 1890, jusqu'au 28 février 1896 avant d'être choisi comme secrétaire général du Gouvernement général de l'Algérie entre le 28 février et le 20 mars 1896. Il est ensuite désigné comme préfet des Hautes-Alpes, le 9 mars 1899, puis préfet de Lot-et-Garonne le 9 septembre 1902, avant d'être nommé préfet de la Vienne, le 15 mars 1905. Il est promu préfet honoraire le 8 décembre 1906. Il est nommé directeur des Journaux officiels le 4 janvier 1907. Il meurt à ce poste le 24 février 1913.
Il est inhumé le 28 février 1913 au cimetière de Montmartre (division 28).

## Distinctions
- Officier d'académie, le 12 juillet 1888.
- Officier de l'Instruction publique, le 1er janvier 1894.
- Chevalier de la Légion d'honneur, le 25 août 1898[4].
- Médaille commémorative de la guerre 1870-1871.